# Иван Кръстев (политолог)
Вижте пояснителната страница за други личности с името Иван Кръстев.
Иван Йотов Кръстев е български политолог.

## Биография
Роден е на 1 януари 1965 г. в гр. Луковит. Баща му Йото Кръстев е журналист, а по-късно член на ЦК на БКП и завеждащ отдел „Средства за масова информация“ при ЦК на БКП. Майка му, Латинка Кръстева, е учителка по български език и литература.
Кръстев получава средното си образование в 114-а гимназия с преподаване на английски език в София. Завършва философия във Философския факултет на Софийския университет „Св. Климент Охридски“. През 1991 г. специализира за една година в колежа „Сейнт Антъни“ на Оксфордския университет със стипендия на „Отворено общество“.
Председател е на Управителния съвет на Центъра за либерални стратегии и изследовател в Института по хуманитарни и социални науки във Виена (IWM Vienna). Основател и член на Европейския съвет за външна политика, член на борда на Фондация „Ерсте“. Той е в международния редакционен съвет на списанията „Europe's World“, „Journal of Democracy“ и „Transit – Europäische Revue“.
Бил е изпълнителен директор на Международната комисия за Балканите, председателствана от бившия министър-председател на Италия Джулиано Амато. Бил е главен редактор на българското издание на списание „Foreign Policy“ (2005 – 2011).
Класиран е на 85-о в класацията на Foreign Policy на стоте най-влиятелни интелектуалци в света през 2008 г.
Негови статии излизат редовно в българската и чуждестранната преса. Автор (и съавтор) е на около дузина книги, публикувани на няколко езика.
Носител на Наградата за европейска есеистика „Жан Амери“ (2020).